# Can Martí (Tossa de Mar)
|  | Per a altres significats, vegeu «Can Martí (mas a Tossa)». |

Can Martí o Cas Fuster és un habitatge a la vila de Tossa de Mar (la Selva) catalogat a l'Inventari del Patrimoni Arquitectònic de Catalunya.. Es tracta d'un immoble que consta de planta baixa i dos pisos superiors, cobert amb una teulada plana o aterrassada. L'edifici està ubicat al costat esquerre del carrer de Sant Josep, però simultàniament, fa cantonada amb el carrer del Sot de ses pomeres.

## Arquitectura
A la planta baixa cal destacar els dos portals quadrangulars equipats respectivament amb una poderosa llinda monolítica i muntants de pedra ben escairats. De tots dos, el que està més proper a la cantonada és el més excepcional, per dos motius: tant per la presència en la llinda de les inicials del constructor i la data (1760), com pel sumptuós tractament a que s'ha sotmès la porta, la qual està treballada en un repujat de fusta. Concretament en la part dreta superior, podem observar un relleu molt atractiu constituït per garlandes i motius florals, amb una creu que centra la composició.
En el mateix eix de simetria que el portal que acabem d'analitzar, trobem una magnífica fornícula envoltada d'un encofrat de fusta decorada, presidida per la imatge de sant Josep acompanyat per un nen i coronada amb la data de 1785. Una fornícula sustentada per dues mènsules i que respon clarament al registre barroc, com així ho acredita ràpidament l'ornamentació opulenta que fa acte de presència en tot el seu espai físic.
En el primer i segon pis trobem la mateixa solució compositiva, que consisteix en l'aplicació de dos parells de finestres per pis, les quals no han rebut cap tractament excepcional a destacar, tret de ser projectades com a balconades.

## Història
"Els Martí" va ser una nissaga molt famosa de fusters, que es va dedicar a l'ofici durant nou generacions, equivalent a uns tres-cents anys d'història. Arran d'això és lògic que, a la família, se la conegui popularment, durant segles, amb el sobrenom de "Cas Fuster". Com a fusters constantment els trobem vinculats al teixit social, econòmic i religiós de la vila. Pel seu taller, per les seves mans, va passar la manufactura i elaboració de tota mena d'objectes d'ús quotidià, i d'altres de més sumptuosos.
També arranjaven carros, i realitzaven mobles de tota mena, des de cadires i taules, a calaixeres i armaris; eren els qui feien portes i finestres, miradors, baranes i balcons, els qui construïen retaules i els qui esculpien imatges de sants. També feixen caixes de núvia, i taüts tant per adults com per als albats. En definitiva, es pot afirmar que treballaven en qualsevol feina en què es requerís el treball de fusta.
La construcció de l'església parroquial de Sant Vicenç de Tossa i la de l'hospital dels Pobres van ser dues grans obres que els van proporcionar molta feina, però un cop acabades els en van continuar proporcionant. La capella dels Socors, la capella de Sant Benet o el santuari de Sant Grau d'Ardenya són altres edificis religiosos que també demanaran els seus serveis. A part de la construcció de retaules, també estaven molt implicats en la imatgeria i en la construcció de talles soltes, tant per als edificis religiosos com per aquells petits altars particulars, que moltes famílies tenien a les seves cases.